# Boris Jewdokimowitsch Schtscherbina

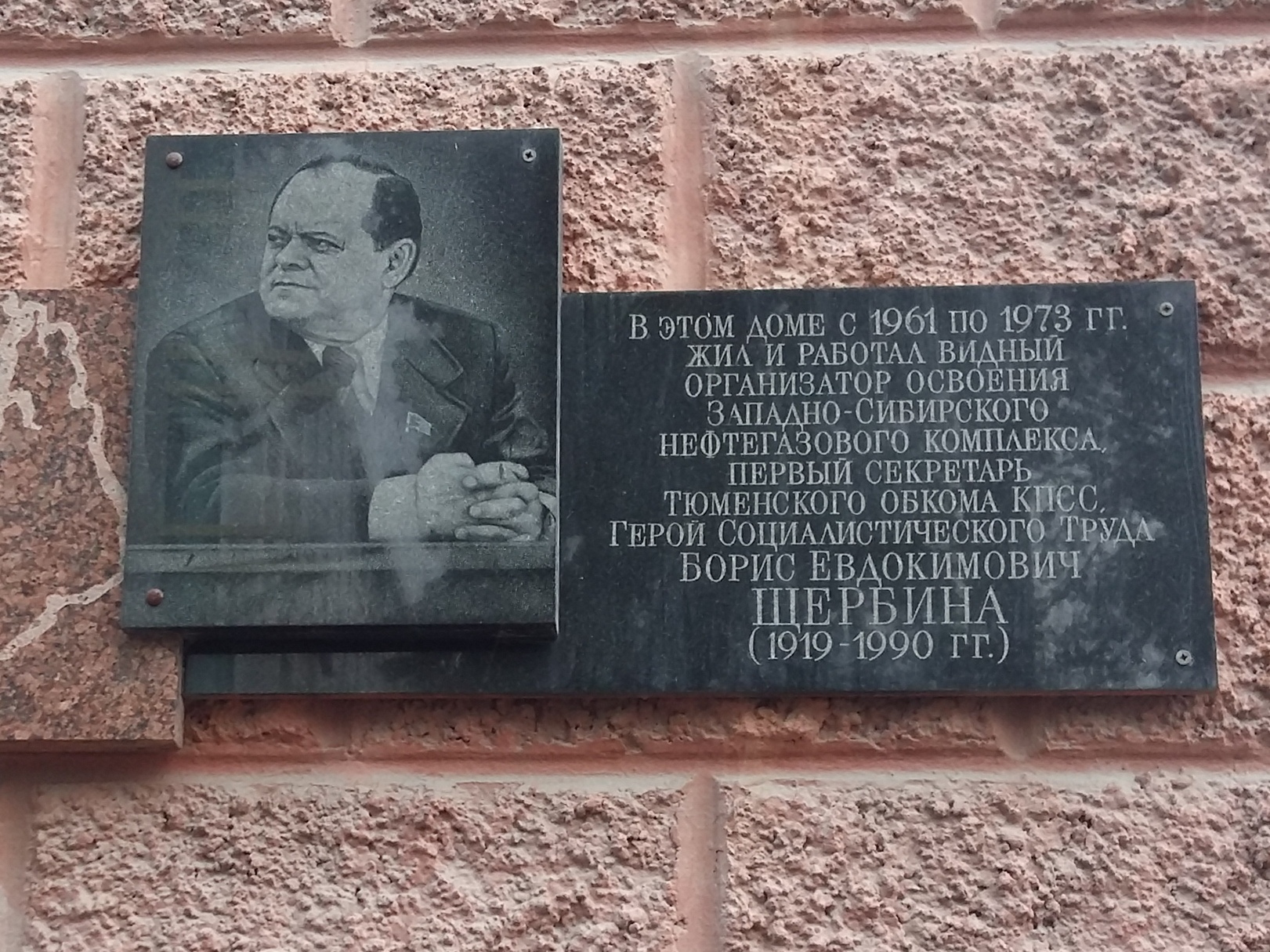
Boris Jewdokimowitsch Schtscherbina Gedenktafel in Tjumen

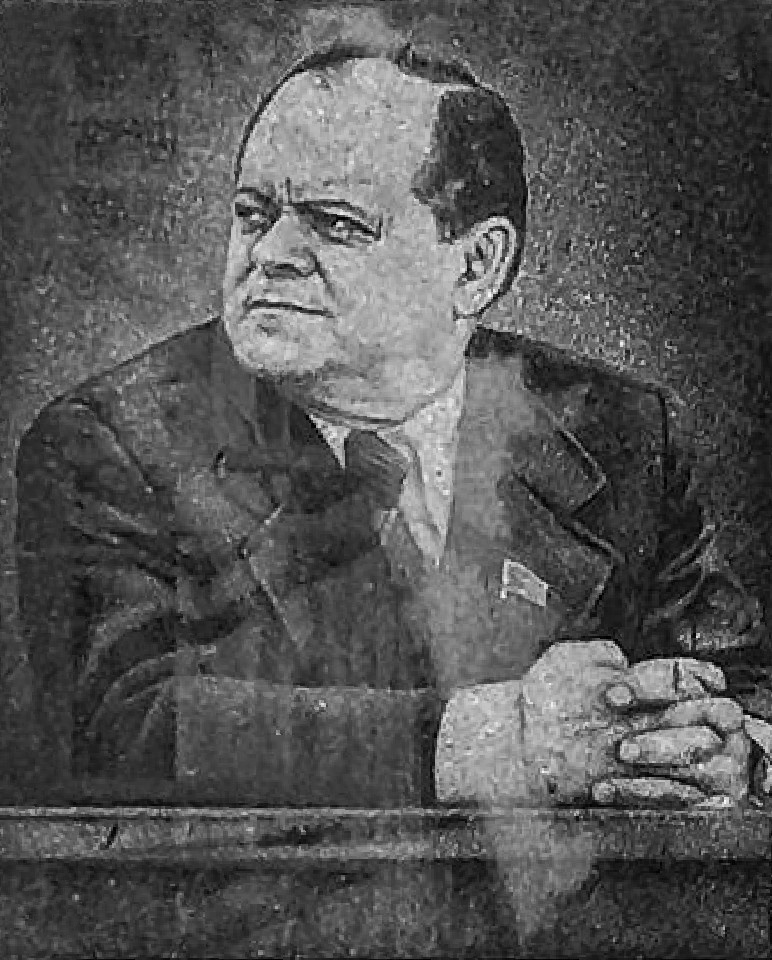
Detailansicht der oberen Gedenktafel

Boris Jewdokimowitsch Schtscherbina (russisch Борис Евдокимович Щербина, ukrainisch Борис Євдокимович Щербина Borys Jewdokymowytsch Schtscherbyna, * 5. Oktober 1919 in Debalzewe, Ukraine; † 22. August 1990 in Moskau) war ein sowjetischer Politiker. Schtscherbina war von 1984 bis 1989 stellvertretender Vorsitzender des Ministerrats der Union der Sozialistischen Sowjetrepubliken. Während der Nuklearkatastrophe von Tschernobyl leitete er die zuständige Regierungskommission.

## Leben
Geboren wurde er als Sohn eines Eisenbahnarbeiters. Nach seinem Schulabschluss im Jahr 1937 studierte er in Charkow am Institut für Eisenbahnwesen. Das Studium wurde jedoch durch die Teilnahme am sowjetisch-finnischen Winterkrieg unterbrochen, bei dem Boris Schtscherbina freiwillig im 316. separaten Skigeschwader diente.
Während des Studiums erhielt er die Ehrenurkunde des Zentralkomitees des Komsomol der Ukraine (1939) für seinen akademischen Erfolg und aktive Öffentlichkeitsarbeit. Im gleichen Jahr trat er der KPdSU bei.
Nach Abschluss des Studiums 1942 arbeitete er als Ingenieur bei der Nord-Donezk-Eisenbahn.
In den Jahren 1950/51 war er Sekretär des Charkower Stadtkomitees der Kommunistischen Partei der Ukraine und daran anschließend  bis 1961 Sekretär für Ideologie  und 2. Sekretär des Parteikomitees der Region Irkutsk. Vom 11. Dezember 1973 bis zum 13. Januar 1984 war er Energieminister der UdSSR. 1984 wurde er zum stellvertretenden Vorsitzenden des Ministerrates der UdSSR berufen. Er leitete 1986 die Regierungskommission für die Nuklearkatastrophe von Tschernobyl und 1988 die Regierungskommission zum Erdbeben von Spitak.
Er war mit Raissa Pawlowna Schtscherbina (1919–1984) verheiratet und hatte mit ihr einen gemeinsamen Sohn Juri (* 1941).
Schtscherbina starb 1990 in Moskau und wurde auf dem Nowodewitschi-Friedhof beigesetzt.
2003 wurde ihm posthum die Ehrenbürgerschaft der armenischen Stadt Gjumri verliehen.

## Tschernobyl
1986 leitete Boris Schtscherbina die Regierungskommission zur Untersuchung der Unfallursachen und Beseitigung der Folgen des Unfalls im Kernkraftwerk Tschernobyl (Правительственная комиссия для расследования причин и ликвидации последствий аварии на Чернобыльской АЭС). Bereits am Tag des Unglücks, am 26. April 1986, flog er auf Geheiß von Nikolai Ryschkow, dem Vorsitzenden des Ministerrates der UdSSR von Moskau nach Kiew, wo er um 19.00 Uhr eintraf und Oleksandr Ljaschko, den Vorsitzenden des Ministerrates der Ukrainischen Sozialistischen Sowjetrepublik, der ebenfalls von Nikolai Ryschkow in der Nacht des 26. April 1986 informiert wurde, rügte. Dieser hatte bereits, Schtscherbinas Meinung nach voreilig, Fahrzeuge zur möglichen Evakuierung Prypjats mobilisiert.
Gegen Mittag des 27. April wurde auf Schtscherbinas Befehl hin eine kurze Radionachricht gesendet, in der die Bevölkerung von Prypjat aufgefordert wurde, sich auf eine dreitägige Abwesenheit einzurichten. Die Evakuierung erfolgte ab 14 Uhr und wurde mit ca. 1200 Bussen innerhalb von zweieinhalb Stunden durchgeführt.
Unter Schtscherbinas Leitung wurde für die Löschung und Versiegelung des havarierten Reaktors gesorgt und die Stadt Slawutytsch als Ersatz für Prypjat errichtet.

## Auszeichnungen
- 2× Orden des Roten Banners der Arbeit (1. November 1957; 22. März 1966)
- Orden der Oktoberrevolution (25. Oktober 1971)
- 4× Leninorden (3. Oktober 1969; 13. Dezember 1972; 4. Oktober 1979; 6. Oktober 1983)
- Held der sozialistischen Arbeit (6. Oktober 1983)

## Mediale Rezeption
In der BBC-Produktion Chernobyl Nuclear Disaster aus der Reihe Surviving Disaster übernahm 2006 Vernon Dobtcheff seine Rolle. In der Fernsehserie Chernobyl (2019) wurde er vom schwedischen Schauspieler Stellan Skarsgård dargestellt.